# ジュリエット・ウィッツマン
ジュリエット・ウィッツマン（Juliette Wytsman、結婚前の名前:ジュリエット・トリュルマン、Juliette Trullemans、1866年7月14日 - 1925年3月8日）は、ベルギーの画家である。風景画や花などの静物画を描いた。

## 略歴
ブリュッセルで生まれた
。幼い頃から花の絵を描いた。当時ブリュッセルの美術学校に入学を認められていない若い女性が、絵画、刺繍、陶芸などを学ぶために作られた「l'école Bischoffheim」という学校て、アンリ・ヘンドリック(Henri Hendrickx)に学んだ。静物画や花の絵で人気のあった画家のジャン・カプニック(Jean Capeinick: 1838–1890)のスタジオで修行を続け、技術を高めた。1883年には展覧会に初めて出展した。カプニックが教えていたヘントの美術アカデミーの学生で、後に結婚することになるロドルフ・ウィッツマン(1860-1927)とカプニックのスタジオで出会った。
1883年以降、夏はに影響力のある芸術家が集まったベルギーのウェスト＝フランデレン州の避暑地のクノック＝ヘイストにジュリエットとロドルフ・ウィッツマンも滞在するようになり、1886年2月に2人は結婚した。結婚後はジュリエット・ウィッツマンの名前で画家の活動を続け、当時、ベルギーの新しい美術のスタイルの中心地であったブリュッセルで生活を始め、その後、イクセルに移った。ロドルフ・ウィツマンは印象派の画家で、1883年に設立された前衛的な画家のグループ「20人展」の創立メンバーの一人であった。戸外で写生する拠点となる、風光明媚な田園地帯に別荘を探し、ブラバン・ワロン州のラ・ユルプ(La Hulpe)に別荘を持った。ラ・ユルプでは文学者のカミーユ・ルモニエと親しくなった。1892年にラ・ユルプを離れ、フラームス＝ブラバント州のリンケベーク(Linkebeek)に邸を買って
、「ひまわりの家(Les Tournesols)」と名付けて、暮らした。リンケベーク周辺やムース川の河畔を写生し、夫婦でイギリスやオーストリア、ノルウェーやカナリア諸島を旅したが、国外を描いた作品は少ない。
1900年のパリ万国博覧会のベルギー館の展覧会に、夫婦で作品を出展し、1907年にワルシャワで開かれた美術展にも他のベルギー人画家とともに出展し、1908年にベルリンで開かれた「ベルギー美術展」にも出展した。
1911年にブリュッセルに数人のベルギー人女性画家と「Galerie Lyceum」を設立した。
第一次世界大戦が始まり、多くの人々がベルギーから避難した時、ウィッツマン夫妻はオランダのロッテルダムに避難した。ロッテルダムでベルギー人芸術家の展覧会を開き、苦しい境遇のベルギー人芸術家を支援した。
戦争が終わった後、帰国し、リンケベーク(Linkebeek)で暮らし、1925年にそこで亡くなった。夫は1927年に亡くなった。

## 作品

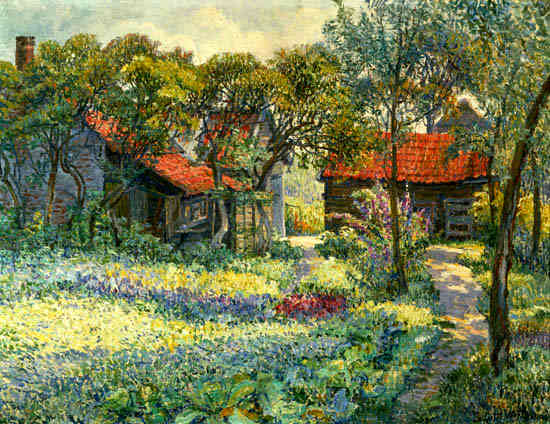
野菜畑
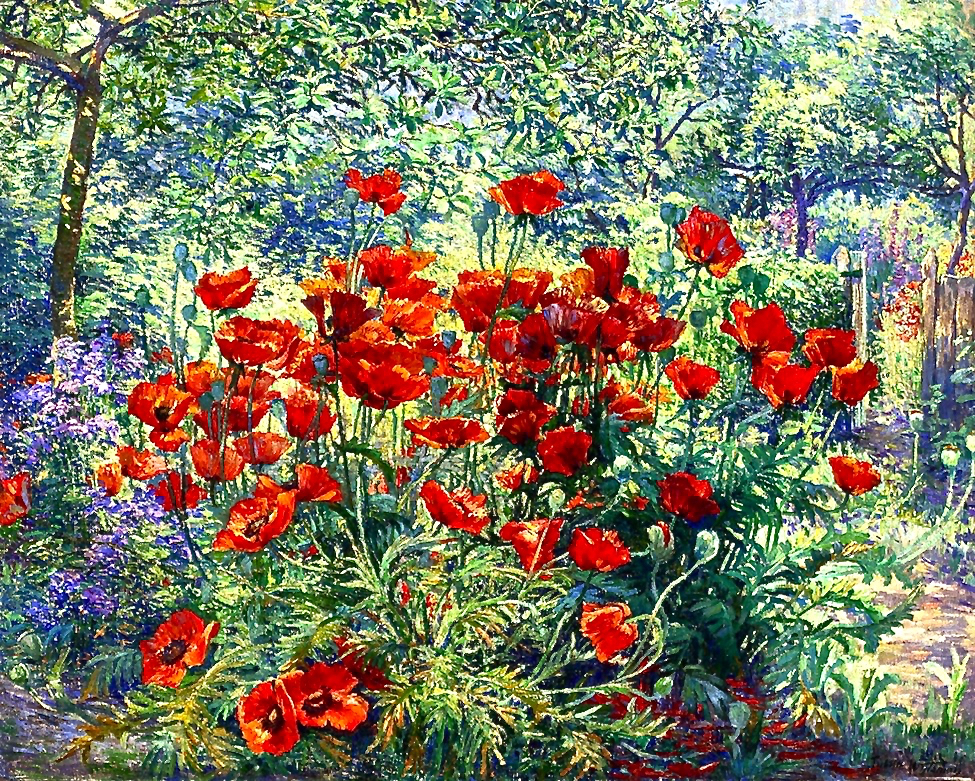
花咲く庭
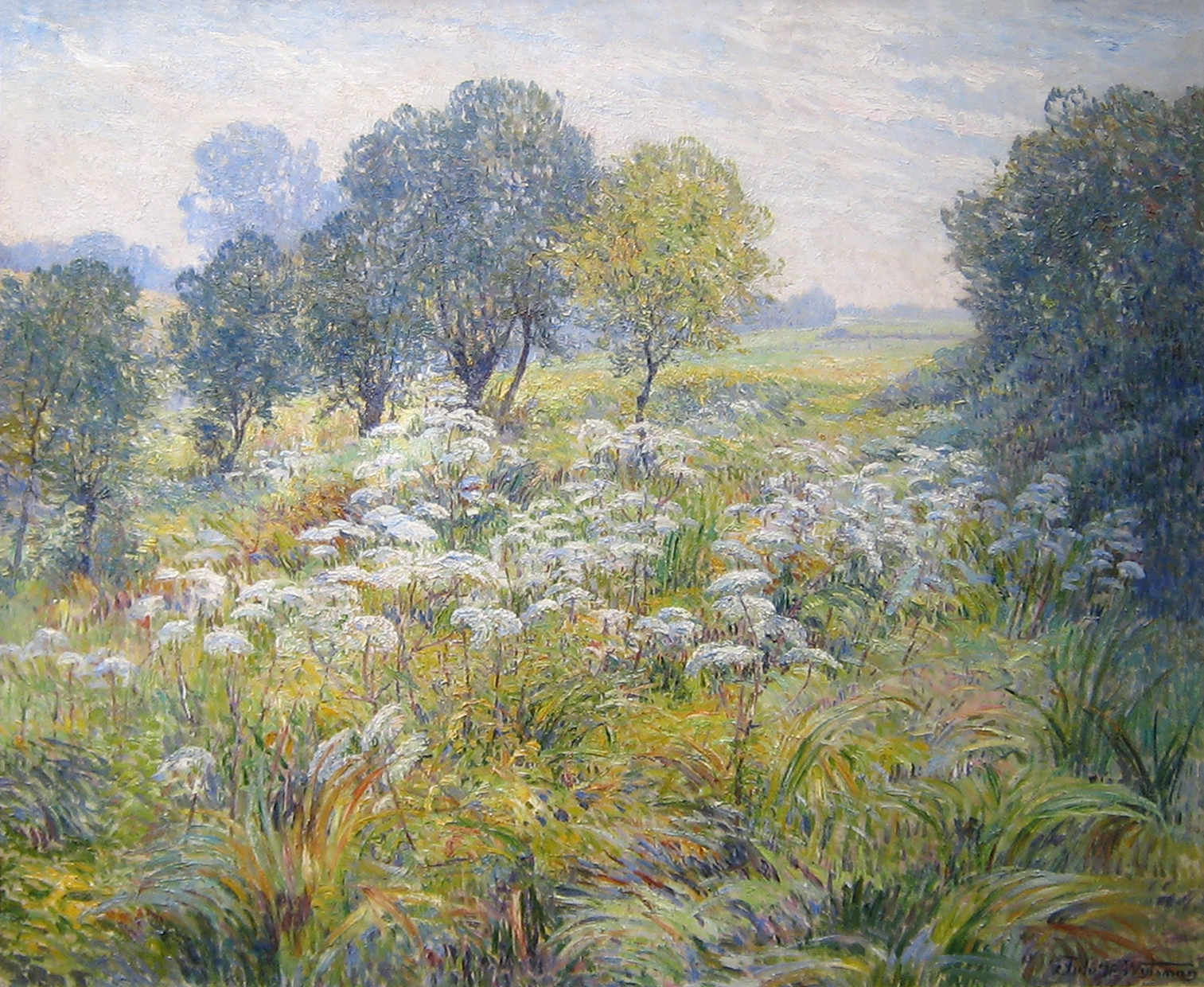
コデマリの咲く野原
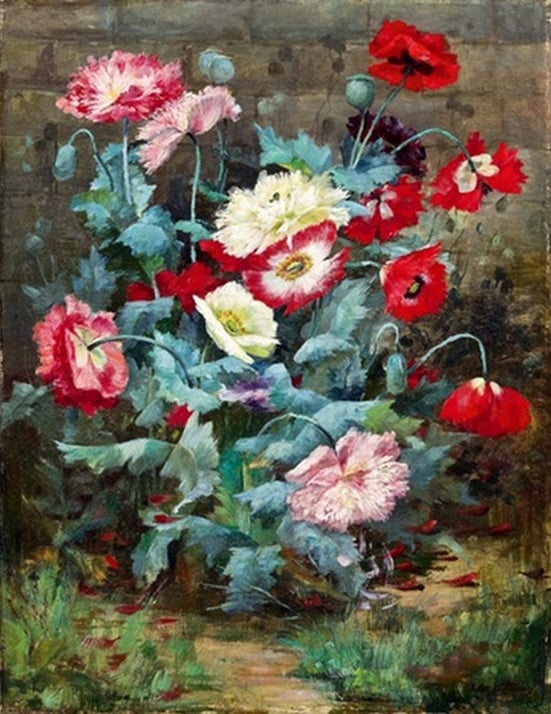
ひなげし